# Повітряні сили Румунії
Повітряні сили Румунії (рум. Forțele Aeriene Române) — вид збройних сил у складі Збройних сил Румунії.
До складу ПС ЗС Румунії входять: штаб ПС (начальник штабу — генерал-лейтенант Віорел Пане), оперативне командування, п'ять авіабаз, бригада ППО; резерв — одна авіабаза і три аеродроми.
У 2021 році ПС Румунії налічували 10 700 осіб.

## Структура Повітряних сил Румунії
- 57-ма авіабаза «Михаїл Когелнічану» (військовий аеродром, Міхаїл-Когелнічану)
  - 861-ша бойова авіаційна ескадрилья (МіГ-21 LanceR C/B)
  - 572-га вертолітна ескадрилья (IAR 330M — медичні)
- 71-ша авіабаза «Генерал Еманоїл Іонеску» (військовий аеродром, Кимпія-Турзій)
  - 48-ма бойова авіаційна ескадрилья (F-16)[3]
  - 713-та бойова вертолітна ескадрилья (IAR-330 SOCAT)
  - 712-та вертолітна ескадрилья (IAR-330L/M — медичні, запасний аеропорт Джармата)
- 86-та авіабаза «Лейтенант авіації Георге Мочорніце» (військовий аеродром «Борча», Фетешть)
  - 53-тя винищувальна ескадрилья (F-16AM/BM Block 15 MLU)
- 90-та авіатранспортна база «Командор авіації Георге Бенчулеску» (аеропорт «Бухарест-Отопені»)
  - 901-ша авіатранспортна ескадрилья (C-130B/H Hercules)
  - 902-га оперативна повітряно-транспортна та аерофотограметрична ескадрилья (C-27J Spartan, Ан-30)
  - 903-я транспортна вертолітна ескадрилья (IAR-330L/M)
- 95-та авіабаза «Герой капітан авіації Александру Шербенеску» (аеропорт Бакеу)
  - 951-ша навчальна винищувальна ескадрилья (IAR-99 Șoim)
  - 952-га бойова вертолітна ескадрилья (IAR-330 SOCAT)
- 142-га розвідувальна ескадрилья (БПЛА Shadow 600, аеропорт Джармата)
- 70-й інженерний центр (Бухарест)
- 85-й центр повітряних сигналів та інформаційних технологій «Генерал Дорофтей Герменеску» (Бухарест)
- 11-й зенітний ракетний полк «Хорея» (Брашов)
- 74-й полк Patriot (Міхай-Браву)
- 1-ша зенітна ракетна бригада «Генерал Ніколае Дескелеску» (Бухарест)
  - 1-й зенітний ракетний дивізіон «Воєвода Міхай»
  - 2-й зенітний ракетний дивізіон
  - 3-й зенітний ракетний дивізіон «Волоський ліс»
  - 4-й зенітний ракетний дивізіон «Полковник Мірча Аленей»
  - 5-й зенітний ракетний дивізіон «Хорея»
  - 6-й зенітний ракетний дивізіон «Береганські яструби»
  - 7-й дивізіон Hawk
- 91-ша база матеріально-технічного забезпечення (база логістики) «Генерал авіації Андрей Поповіч» (Бухарест)
- 99-та військова база Девеселу (Девеселу)
- Центр повітряних операцій (Бухарест)
- 2-й центр спостереження за повітряним простором «Північ» (на 71-й авіабазі, Кимпія-Турзій)
  - радіолокаційна станція AN/FPS-117(V) (Овідіу)
  - радіолокаційна станція в аеропорту Джармата з AN/FPS-117(V) (Тімішоара)
  - радіолокаційна станція AN/FPS-117(V) (Сучава)
  - радіолокаційна станція AN/FPS-117(V) (Крайова)
  - радіолокаційна станція з AN/FPS-117(V) (гори Мунтеле Маре)
  - цивільна/військова радіолокаційна станція AN/FPS-117(V) (Бирнова)
- Академія Повітряних сил «Анрі Коанда» (Брашов)
- Авіабаза підготовки та формування особового складу Повітряних сил
  - Школа застосування Повітряних сил «Аурел Влайку» (військовий аеродром Бобок)
    - 1-ша навчальна повітряна ескадрилья фази AI-A (Як-52, IAR 316B)
    - 2-га навчальна повітряна ескадрилья фази AII-A (IAR 99 Standard)

  - Школа сержантів та спеціалістів Повітряних сил «Траян Вуя» (військовий аеродром Бобок)
- Національний навчальний центр протиповітряної оборони імені бригадного генерала Іона Бунгеску — тренувальний табір, полігон і стрільбище «Капу-Мідіа» (Констанца)
- Резервна 93-я авіабаза (аеропорт Джармата)

## Озброєння і техніка Повітряних сил Румунії

### Авіація
| Тип                  | Фото          | Виробництво/Країна | Призначення                                           | Варіант                 | Кількість                                    | Примітки                                                                                                   |
| Бойові літаки        | Бойові літаки | Бойові літаки      | Бойові літаки                                         | Бойові літаки           | Бойові літаки                                | Бойові літаки                                                                                              |
| -------------------- | ------------- | ------------------ | ----------------------------------------------------- | ----------------------- | -------------------------------------------- | --- |
| F-16                 |               | США                | Багатоцільовий винищувач Навчально-тренувальний літак | F-16 AM MLU F-16 BM MLU | 20/49 бойові[джерело?] 4 навчальні[джерело?] | Колишні літаки ПС Португалії та Королівські повітряні сили Норвегії 32 одиниці на замовлення від 2023 року |
| F-35                 |               | США                | Винищувач-бомбардувальник П'ятого покоління           |                         |                                              | Замовлена одна ескадрилія F-35. Перші літаки прибудуть до Румунії до початку 2030 року.                    |
| Навчальні літаки     |               |                    |                                                       |                         |                                              | |
| IAR 99               |               | Румунія            | Реактивний навчально-тренувальний літак / штурмовик   | IAR 99 Standard/Șoim    | 21                                           | |
| Як-52                |               | Румунія            | Навчально-тренувальний літак                          | Iak-52 W/TW             | 14                                           | |
| Розвідувальні літаки |               |                    |                                                       |                         |                                              | |
| Ан-30                |               | СРСР               | Розвідувальний літак                                  | An-30B                  | 2                                            | Важкий транспортний літак, обладнаний для розвідки та картографування                                      |
| Транспортні літаки   |               |                    |                                                       |                         |                                              | |
| Ан-26                |               | СРСР               | Транспортний літак                                    | An-26                   | 1                                            | |
| C-27J Spartan        |               | Італія             | Військово-транспортний літак                          |                         | 7                                            | Середній тактичний військово-тарснпортний літак                                                            |
| C-130 Hercules       |               | США                | Військово-транспортний літак                          | C-130 B/H               | 8                                            | 4-моторний важний військовий транспортний літак                                                            |
| C-17 Globemaster III |               | США                | Стратегічний військово-транспортний літак             |                         | 3                                            | Доступні через базу Heavy Airlift Wing (Угорщина) та програму Alliance Ground Surveillance                 |
| Гелікоптери          |               |                    |                                                       |                         |                                              | |
| SA 330 Puma          |               | Франція            | Ударний вертоліт                                      | IAR 330 SOCAT           | 22                                           | ще 3 ударних вертольоти SA 330 мають на озброєнні ВМС Румунії                                              |
| SA 330 Puma          |               | Франція            | Багатоцільовий вертоліт                               | IAR 330 L/M             | 35                                           | Середній 2-моторний транспортний / допоміжний вертоліт                                                     |
| SA 316 Alouette III  |               | Франція / Румунія  | Багатоцільовий вертоліт                               | IAR 316B                | 7                                            | Навчально-тренувальний вертоліт                                                                            |
| БПЛА                 |               |                    |                                                       |                         |                                              | |
| RQ-7 Shadow          |               | США                | БПЛА                                                  | Shadow 600              | 7                                            | |
| RQ-4 Global Hawk     |               | США                | БПЛА                                                  |                         | 5                                            | Доступні через базу Heavy Airlift Wing (Угорщина) та програму Alliance Ground Surveillance                 |

### Протиповітряна оборона
| Тип                                  | Фото                       | Виробництво/Країна         | Призначення                                        | Варіант                        | Кількість                  | Примітки |
| Зенітний ракетний комплекс           | Зенітний ракетний комплекс | Зенітний ракетний комплекс | Зенітний ракетний комплекс                         | Зенітний ракетний комплекс     | Зенітний ракетний комплекс | Зенітний ракетний комплекс                                                                                     |
| ------------------------------------ | -------------------------- | -------------------------- | -------------------------------------------------- | ------------------------------ | -------------------------- | --- |
| MIM-104 Patriot                      |                            | США                        | Зенітний ракетний комплекс середньої дальності дії |                                | 4 батарея                  | Замовлено 4 системи «Петріот»                                                                                  |
| MIM-23 Hawk                          |                            | США                        | Зенітний ракетний комплекс середньої дальності дії | Raytheon MIM-23 HAWK PIP III R | 8 батарей                  | |
| Зенітні артилерійські комплекси      |                            |                            |                                                    |                                |                            | |
| С-60                                 |                            | СРСР                       | Мобільний зенітний артилерійський комплекс         |                                | 250                        | Буксировані зенітні гармати АЗП-57                                                                             |
| Переносний зенітно-ракетний комплекс |                            |                            |                                                    |                                |                            | |
| Ігла-2                               |                            | СРСР                       | Переносний зенітно-ракетний комплекс               |                                |                            | |
| Радіолокаційні станції               |                            |                            |                                                    |                                |                            | |
| П-14                                 |                            | СРСР                       | РЛС                                                | П-14Ф «Лена»                   |                            | Мобільна двокоординатна метрового діапазону                                                                    |
| П-18                                 |                            | СРСР                       | РЛС                                                | П-18 «Терек»                   |                            | Мобільна двокоординатна кругового огляду метрового діапазону                                                   |
| П-37                                 |                            | СРСР                       | РЛС                                                | П-37 «Меч»                     |                            | Мобільна двокоординатна кругового огляду для наведення та цілевказівки                                         |
| ПРВ-13                               |                            | СРСР                       | РЛС                                                |                                |                            | Рухомий радіовисотомір                                                                                         |
| AN/TPS-79                            |                            | США                        | 3D-РЛС (тактична)                                  | Gap Filler/TPS-79              | 17                         | Багатоцільовий радіолокатор середньої дальності                                                                |
| AN/FPS-117                           |                            | США                        | 3D-РЛС далекої дії                                 | AN/FPS-117E                    | 10                         | Мобільна трикоординатна, призначена для виявлення і супроводу балістичних і аеродинамічних цілей різних класів |

## Розпізнавальні знаки літальних апаратів

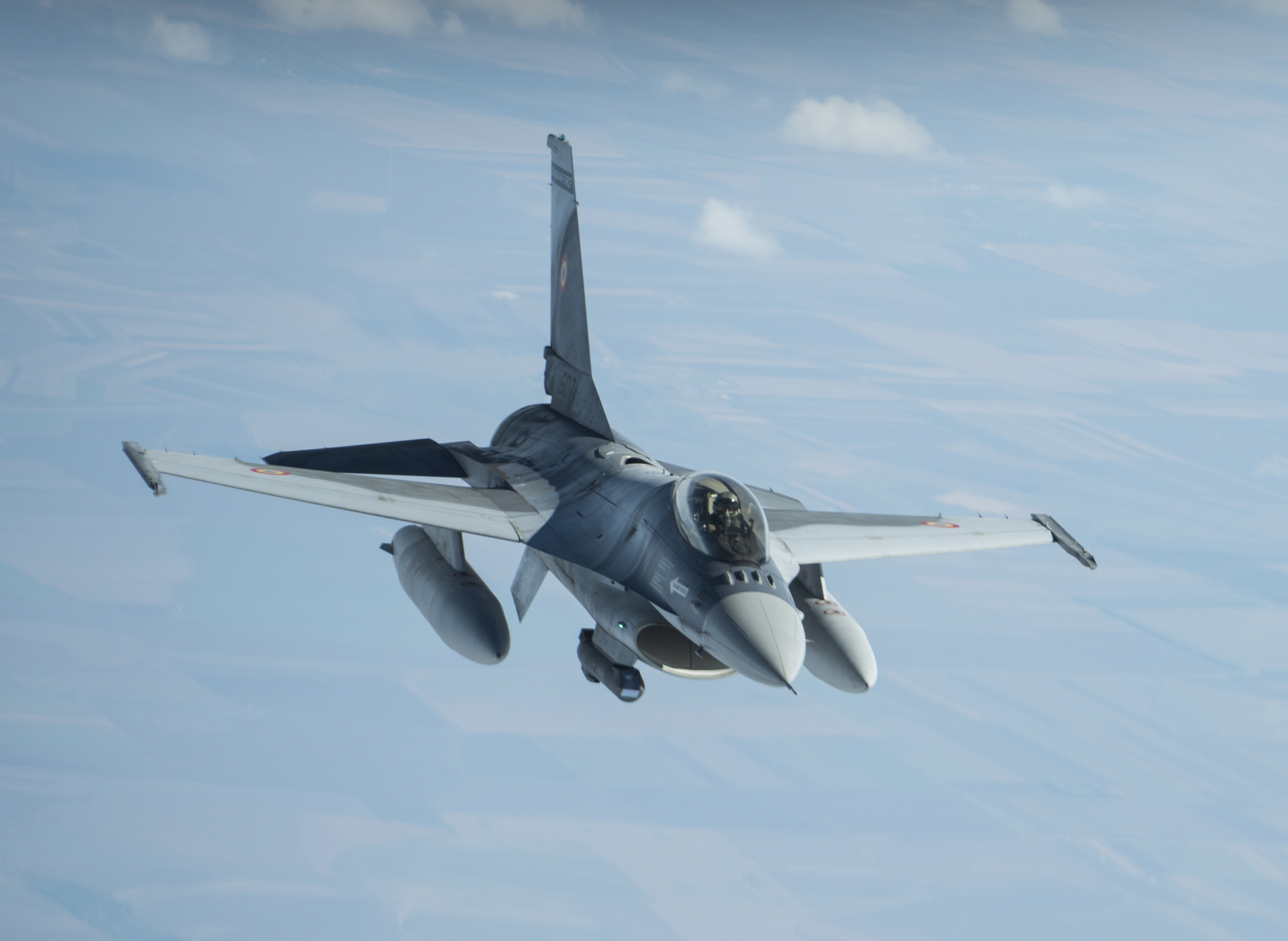
A F-16 Fighting Falcon, в польоті

У румунських ронделях (круглих ідентифікаційних знаках) для військової техніки використовують кольори державного прапора Румунії.

У 1912-1941, 1944-1950 та від 1984 року
Під час Другої світової війни («французькі» позначки за допомогою жовтої фарби перероблювалися на «румунські»)
Ронделі на деяких літаках у 1916 році
У період 1 травня 1941 — 3 вересня 1944 року (збройні сили Румунського королівства)
У 1949-1984 рр.

## Військові звання
Офіцери
| Код НАТО        | Військове звання           | Відповідник у ЗСУ           |
| --------------- | -------------------------- | --------------------------- |
| OF-10           | Mareșal                    | -                           |
| OF-9            | General                    | генерал                     |
| OF-8            | General-locotenent         | генерал-лейтенант           |
| OF-7            | General-maior              | генерал-майор               |
| OF-6            | General de flotilă aeriană | бригадний генерал           |
| OF-5            | Comandor                   | полковник                   |
| OF-4            | Căpitan-comandor           | підполковник                |
| OF-3            | Locotenent-comandor        | майор                       |
| OF-2            | Căpitan                    | капітан                     |
| OF-1            | Locotenent Sublocotenent   | старший лейтенант лейтенант |
| OF(D)           | -                          | молодший лейтенант          |
| Student officer | -                          | курсант                     |

Сержанти і рядові
| Код НАТО | Військове звання                                           | Відповідник у ЗСУ                                                             |
| -------- | ---------------------------------------------------------- | ----------------------------------------------------------------------------- |
| OR-9     | Plutonier adjutant principal Plutonier adjutant            | головний майстер-сержант старший майстер-сержант майстер-сержант штаб-сержант |
| OR-8     | Plutonier-major                                            | головний сержант                                                              |
| OR-7     | Plutonier                                                  | старший сержант                                                               |
| OR-6     | Sergent-major                                              | сержант                                                                       |
| OR-5     | Sergent                                                    | молодший сержант                                                              |
| OR-4     | Caporal clasa I Caporal clasa a II-a Caporal clasa a III-a | -                                                                             |
| OR-3     | Fruntaș                                                    | старший солдат                                                                |
| OR-2     | Soldat                                                     | солдат                                                                        |
| OR-1     | Soldat                                                     | рекрут                                                                        |